# Cefalio

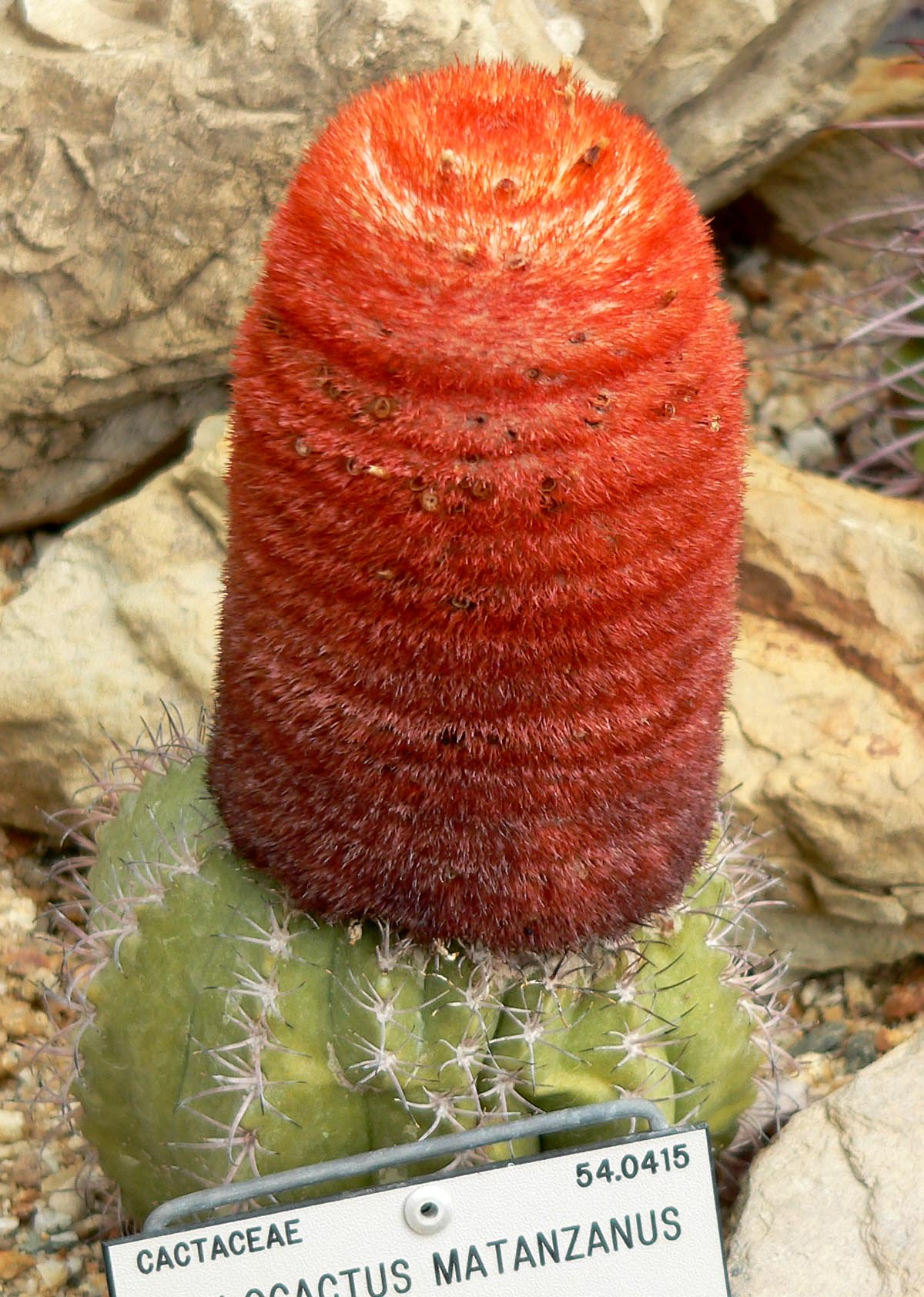
Cefalio di Melocactus matanzanus

Il cefalio è la parte dove si sviluppano i fiori, presente in alcune cactaceae (es. melocactus) in cui le areole producono abbondante lanugine, spine e peluria. Può essere terminale, situato cioè sulla sommità della pianta, o laterale, nel qual caso prendo il nome di pseudocefalio.